# Горьковская железная дорога
Го́рьковская желе́зная доро́га (ГЖД) — один из 16 территориальных филиалов ОАО «Российские железные дороги», занимающийся эксплуатацией железнодорожной инфраструктуры на территории Нижегородской, Владимирской, Московской, Кировской, Рязанской областей и республик: Мордовия, Чувашия, Удмуртия, Татарстан, Марий Эл. Линия Агрыз — Солдатка проходит по территории Республики Башкортостан, Пермского края и Свердловской области; станция Сусоловка расположена на территории Вологодской области. 
Управление дороги находится в Нижнем Новгороде. Дорога награждена орденом Трудового Красного Знамени (1971).
Образована в 1936 году выделением из Московско-Курской железной дороги. В 1961 году в состав дороги вошли участки Казанской железной дороги, которые в свою очередь были сформированы из Московско-Нижегородской, Московско-Казанской, Вятско-Двинской железных дорог. В 2003 году, в результате реформы, стала филиалом ОАО «РЖД».
Общая протяжённость главных железнодорожных путей — 7987 км. Общая развёрнутая длина путей — 12 066,4 км.

## История

### Московско-Нижегородская дорога

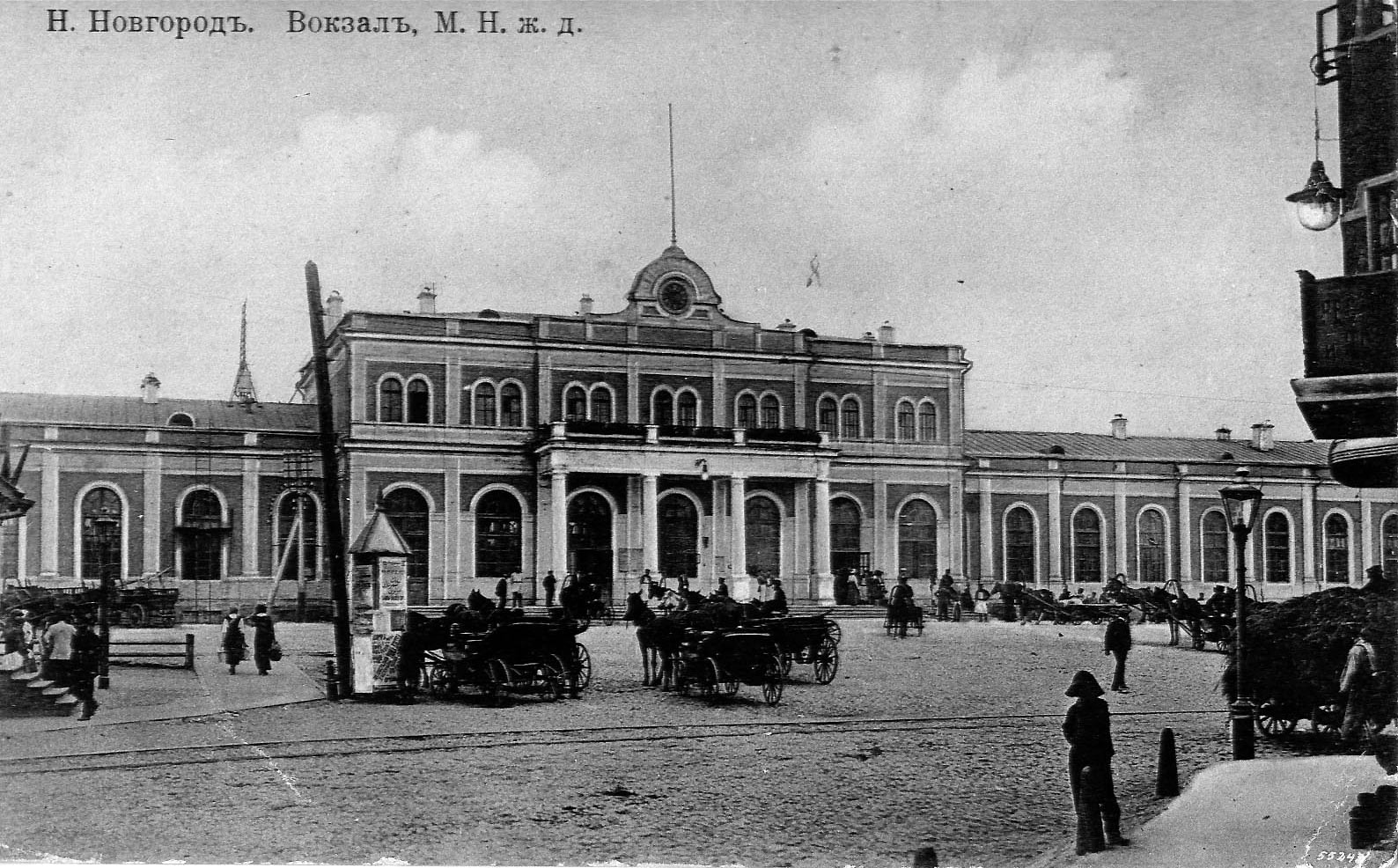
Московский вокзал в начале XX века

Первые проекты строительства железной дороги до Нижнего Новгорода относятся к 30-м годам XIX века. К строительству сети железных дорог, среди которых одной из первых была Московско-Нижегородская, Россия смогла приступить лишь в конце 1850-х годов.
На участке Москва — Владимир работы начались в первой половине мая 1858 года. На участке Владимир — Нижний Новгород строительство развернулось только с весны 1859 года. Официальное открытие движения поездов на протяжении 177 вёрст от Москвы до Владимира состоялось летом 1861 года. Строительные работы на участке Владимир — Нижний Новгород велись ещё более года. Полностью Московско-Нижегородская железная дорога была открыта для движения 1 августа 1862 года. Через 30 лет линия стала двухпутной.
В 1864 году ежедневно курсировало две пары пассажирских поездов сообщением Москва ←→ Владимир и Москва ←→ Нижний Новгород. Поездка от Москвы до Владимира занимала ок. 6 ч. 30 мин. зимой и 6 ч. 15 мин. летом, до Нижнего Новгорода ок. 15 ч. 15 мин. зимой и 14 ч. 35 мин. летом. В дни работы Нижегородской ярмарки назначался дополнительный поезд.
В марте 1880 года началось движение по примкнувшей к Нижегородской Муромской линии.
1 января 1894 года правительство выкупило Московско-Нижегородскую дорогу в казну. В этом же году были объединены под одним управлением Муромская, Московско-Курская и Московско-Нижегородская железные дороги.

### Горьковская железная дорога

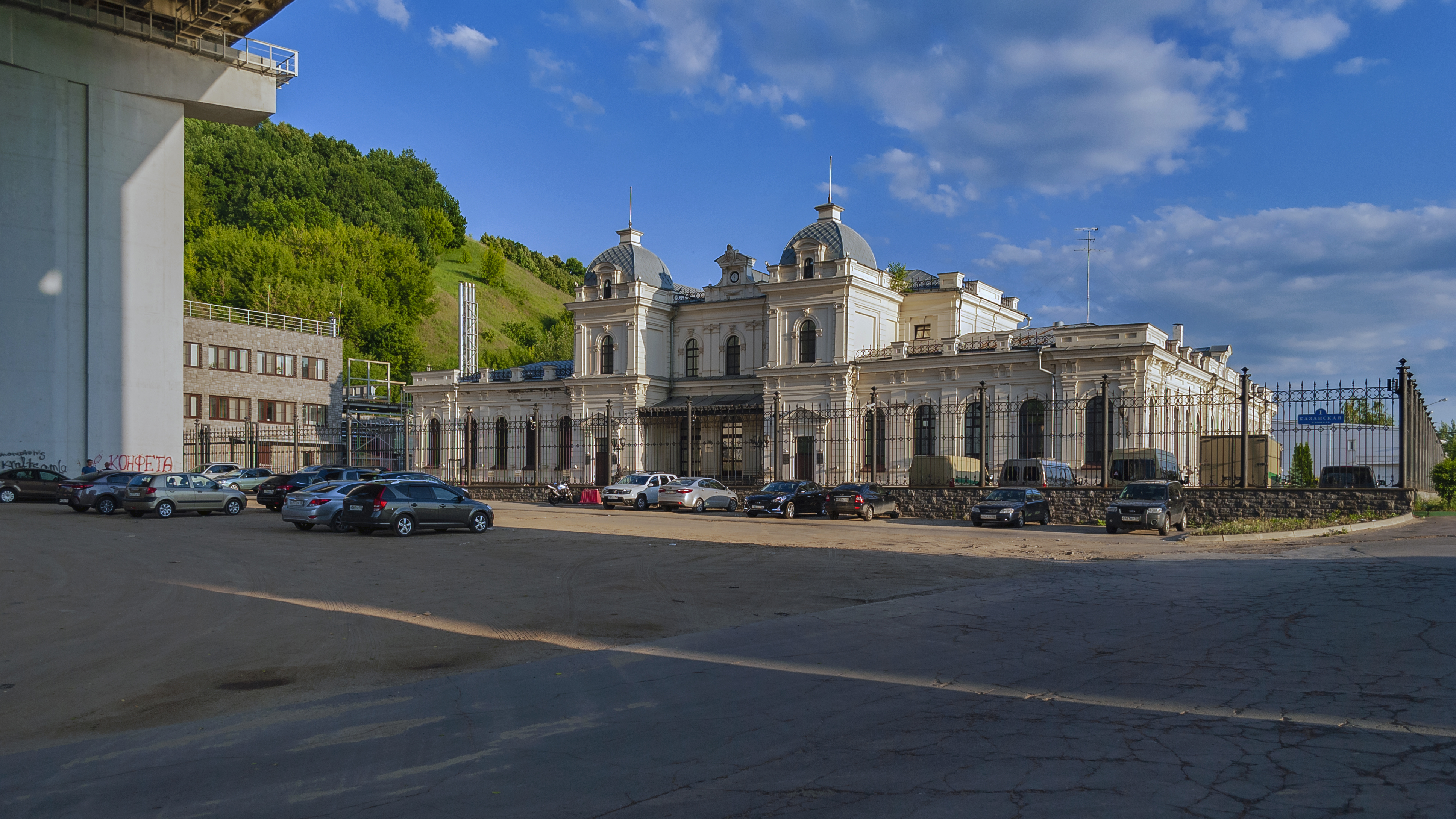
Казанский вокзал. Современное состояние

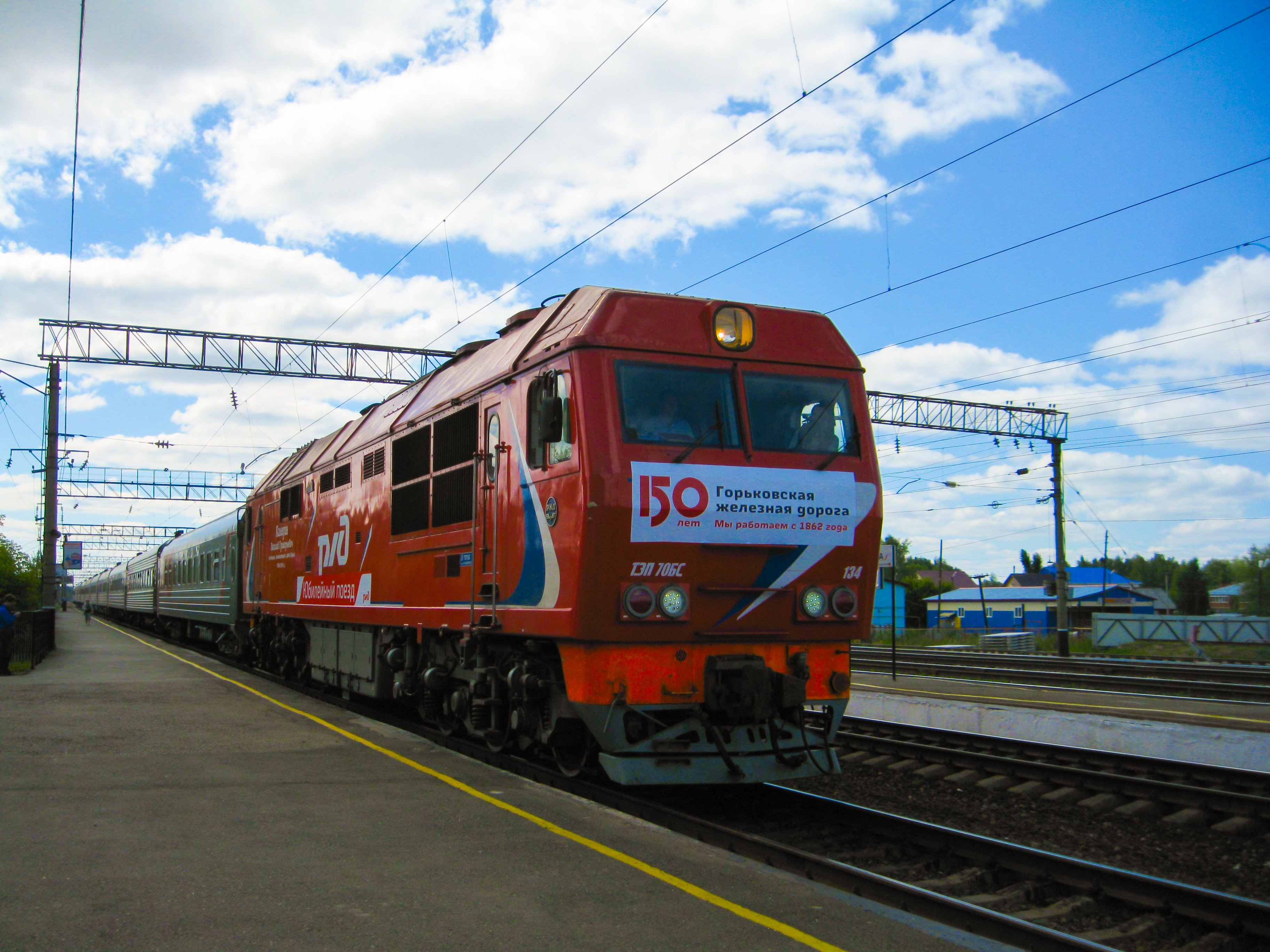
«Юбилейный поезд», посвящённый 150-летию Горьковской железной дороги на станции Чернушка Пермского края

Открытие в 1935 году в Горьком моста через Волгу, сортировочной станции и нового локомотивного депо позволило на 59 км сократить путь из центра страны на Урал по сравнению с линией через Ярославль и Буй.
14 мая 1936 года приказом наркома путей сообщения на территории Горьковского, Кировского и Северного краёв, а также Московской и Ивановской областей было создано новое железнодорожное управление с административным центром в Горьком. Основой горьковской дороги стали линии Московско-Курской и Северной железных дорог. Длина основных участков составляла: 
- Москва ↔ Горький-Московский ↔ Киров — 890 км
- Киров ↔ Котлас — 383 км,
- Владимир ↔ Рязань — 200 км,
- Ковров ↔ Муром — 112 км[5].

Общая протяжённость широкой колеи составляла 2059 км, в том числе 326 — двухпутная линия, узкой колеи — 117 км. Границами дороги стали: Москва-Товарная, Новки II, Свеча, Котлас, Лянгасово, Киров, Муром II, Окатово.
В 1937 году на станции Горький-Сортировочный начала работать механизированная горка. В 1936—1938 годах были проложены две ведомственные ветки, которые спустя три десятилетия были включены в состав дороги: Сухобезводное ↔ Лапшанга и Ильино ↔ Фролищи.

### Современное состояние

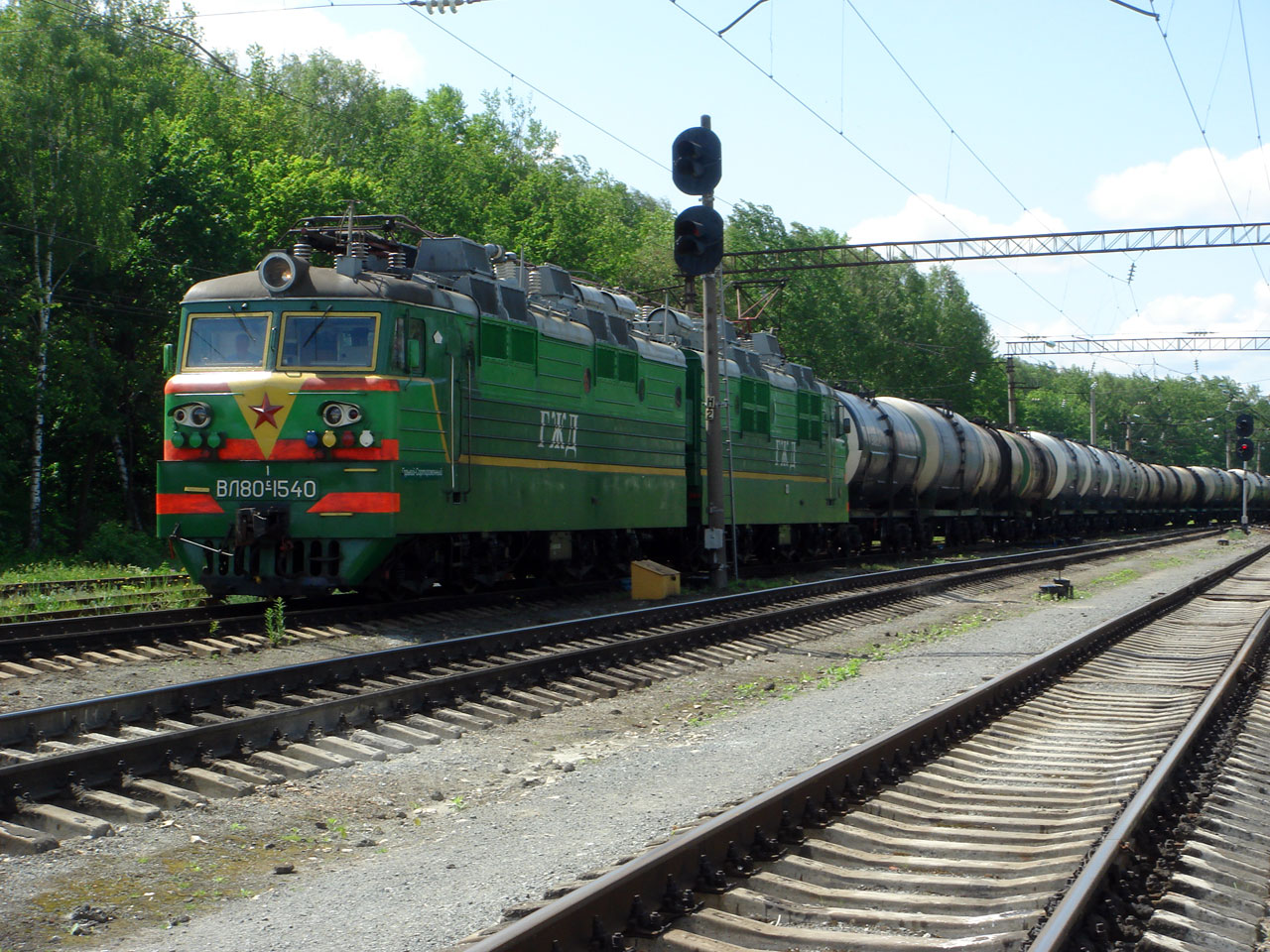
Поезд нефтеналивных цистерн на ветке к Зелецино (Кстово)

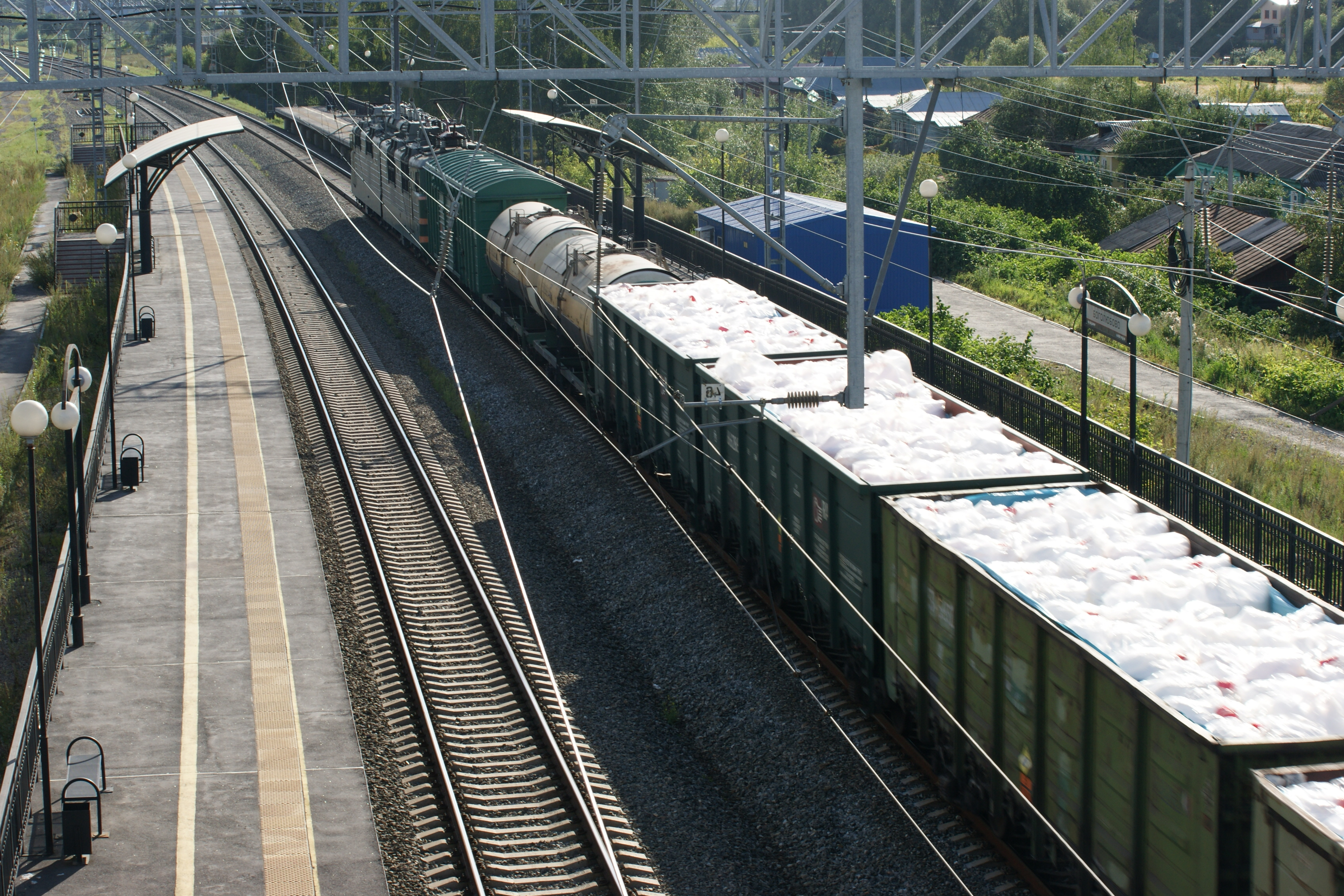
Грузовой поезд на станции Боголюбово Горьковской железной дороги (вид в сторону Владимира)

В 2009 году были созданы две пригородные компании: ОАО «Волго-Вятская пассажирская компания» (совместно с Нижегородской и Кировской областью) и ОАО «Содружество» (совместно с республиками Татарстан и Удмуртия).
В конкурсе «Инновация региона-2009», проводимом правительством Нижегородской области, в номинации «Транспорт и логистика» победителем стала ГЖД, выступив с проектом организации скоростного движения на направлении Нижний Новгород — Москва. В 2009 году число билетов, проданных через интернет, достигло 405 тысяч.
Наиболее популярными поездами являются «Вятка» (Киров — Москва), «Волга» (Нижний Новгород — Санкт-Петербург), «Нижний Новгород — Адлер», «Чувашия» (Чебоксары — Москва) и «Буревестник» (Нижний Новгород — Москва, с июня 2014 года заменён поездами «Ласточка»).
Границы: с Куйбышевской жд Красный Узел включительно, Цильна исключительно, Алнаши включительно; с Московской жд Петушки включительно, Черусти включительно; с Северной жд Новки 2 включительно, Юма включительно, Сусоловка включительно; со Свердловской жд Пибаньшур включительно, Солдатка включительно.

### Скоростное движение
В июле 2010 года пущен скоростной электропоезд «Сапсан», способный доставить пассажиров из Нижнего Новгорода до Москвы за 3,5 часа. В 2010 году для оперативного обслуживания скоростного хода были приобретены путевые машины «Дуоматик» и австрийская машина RM-80 для очистки балласта, стоимостью 180 млн рублей. Для обеспечения безопасности с 2006 года проводилась модернизация пути ГЖД от Нижнего Новгорода до станции Петушки и 28 станций. Стоимость модернизации путей оценивалась в 10 млрд рублей. Одновременно с реконструкцией пути обсуждались планы создания совершенно новой линии сверхскоростной железной дороги Москва — Нижний Новгород на средства инвесторов из Японии.
Реальное время движения «Сапсанов» по маршруту Москва — Нижний Новгород (440 км) составляло 3 часа 55 минут. Максимальная скорость движения «Сапсанов» составила 160 км/ч. По пути следования состав делал двухминутные остановки во Владимире и Дзержинске. При этом средняя скорость поезда на участке Москва — Владимир равнялась 107 км/ч, а на участке Владимир — Нижний Новгород — 118 км/ч.
28 апреля 2013 года на Горьковской магистрали запущен скоростной электропоезд «Ласточка», преодолевающий расстояние от Москвы до Нижнего Новгорода за 4 часа. С 1 июня 2015 года на данном маршруте вместо «Сапсанов» стали курсировать электропоезда Talgo 250 под брендовым названием «Стриж», их время в пути составляет 3 часа 35 минут. С 10 марта 2022 года "Стрижи" были полностью заменены Ласточками

## Деятельность
В 2007 году железная дорога погрузила 112441 контейнер (из них 30980 крупнотоннажных). Погрузка в контейнеры составила 907,6 тысяч тонн груза (из них 621,3 тысяч тонн в крупнотоннажные).
В 2009 году объём погрузки составил 36 млн 936,7 тыс. тонн, было отправлено 59 млн. 734,0 тыс. пассажиров (в пригородном сообщении 52 млн 735,5 тыс.), пассажирооборот составил 12 млрд 433,7 млн пасс·км. За год был проведён 2951 поезд весом более 6500 тонн.
Для повышения пропускной способности рассматривается возможность организации тяжеловесного движения. Летом 2012 года из Лянгасово на Шарью (СЖД) был отправлен поезд массой 16 тыс. тонн. Два локомотива ВЛ80 провели поезд до Череповца, где он был разделён на два состава.
Перечисления в региональные, местные бюджеты и внебюджетные фонды в 2009 составили 7,645 млрд рублей. В 2008—2009 годах ГЖД пожертвовала средства на восстановление храма Казанской иконы Божьей Матери в селе Горево Нижегородской области.

## Структура
С 1 июля 2010 года изменилась структура управления: отделения дороги (Муромское, Горьковское, Кировское, Казанское, Ижевское) были преобразованы в регионы обслуживания ГЖД.

### Инфраструктура
| Владимир                   | ПЧ-1  |
| Ковров                     | ПЧ-3  |
| Дзержинск                  | ПЧ-4  |
| Нижний Новгород-Московский | ПЧ-5  |
| Нижний Новгород-Казанский  | ПЧ-6  |
| Шахунья                    | ПЧ-8  |
| Котельнич                  | ПЧ-9  |
| Киров                      | ПЧ-10 |
| Мураши                     | ПЧ-11 |
| Глазов                     | ПЧ-13 |
| Яр                         | ПЧ-14 |
| Муром I                    | ПЧ-15 |
| Арзамас II                 | ПЧ-16 |
| Сергач                     | ПЧ-17 |
| Алатырь                    | ПЧ-18 |
| Канаш                      | ИЧ-4  |
| Юдино                      | ПЧ-21 |
| Казань                     | ПЧ-22 |
| Агрыз                      | ПЧ-23 |
| Ижевск                     | ПЧ-24 |
| Сарапул                    | ПЧ-25 |
| Чернушка                   | ПЧ-26 |
| Красноуфимск               | ПЧ-27 |
| Йошкар-Ола                 | ПЧ-29 |
| Лукоянов                   | ПЧ-30 |

## Руководство
В 1863—1868 годах начальником Московско-Нижегородской дороги был Иван Кениг, с 1868 по 1893 год — Иван Рерберг. Первым начальником Горьковской железной дороги в 1936 году стал Арсений Федотович Бадашев, который спустя год был репрессирован. Всего за первые пять лет на Горьковской дороге сменилось шестеро начальников.
Начальники дороги
- 1989 — Шарадзе Омари Хасанович
- 1999 — Зябиров Хасян Шарифжанович
- 2002 — Шайдуллин Шевкет Нургалиевич[тат.]
- 2004 — Сехин Виктор Фёдорович
- 2007 — Козырев Сергей Витальевич
- 2009 — Лесун Анатолий Фёдорович[17]
- 2021 —  Дорофеевский Сергей Александрович

Главные инженеры
- 2002 — Логинов Михаил Васильевич
- 2007 — Рябков Александр Николаевич
- 2015 — Ищенко Андрей Юрьевич